# Голмс Ролстон III
Голмс (Холмс) Ролстон III (19 листопада 1932 — 12 лютого 2025) — один з найвідоміших американських екофілософів. Має ступінь доктора теології та магістра філософії. Член редакційної колегії двох найвпливовіших екофілософських журналів: американського «Екологічна етика» (англ. «Environmental ethics») і англійського «Екологічні цінності» (англ. «Environmental values»). Є професором філософії університету штату Колорадо. У 2003 році отримав престижну американську премію Джона Темплтона. Холмс Ролстон III вважається одним із батьків екологічної етики. Його класична стаття «Чи існує екологічна етика?», опублікована в 1974 році, по суті, ознаменувала собою початок розвитку нового напряму в етиці — екологічного.

## Етичні погляди
Холмс Ролстон III є активним поборником ідеї дикої природи, розвиваючи її слідом за такими визнаними ідеологами американської природоохорони, як Генрі Торо і Джон М'юр. Однією з головних заслуг філософії Холмса Ролстона III є розробка класифікації нематеріальних цінностей дикої природи, підвищення їх значущості. Як справедливо вважає вчений, навчивши людство цінувати дику природу не як ресурс для отримання економічного прибутку, а за її красу, духовність і внутрішню самоцінність, ми зможемо врятувати останні ділянки дикої природи.
Довгий час список нематеріальних цінностей дикої природи був досить короткий — наукова, естетична, історико-культурна, релігійна, виховна цінності. Холмс Ролстон III значно його розширив. На думку екофілософа, цінність — це не тільки економічний, а й психологічний, соціальний, політичний і біологічний термін. Тому до цінностей природних територій він також відносить наступні:
1. Цінність культурної символізації. Культура змішується з ландшафтом і дикою природою в місцях, названих за їхніми геоморфологічними, фауністичними або флористичними ознаками. Ми хочемо, щоб зберігалася дика природа, оскільки вона віддзеркалює цінності накладеної на неї культури. Це включає цінність індивідуальної переваги, але ще більше — цінності соціальної переваги і соціального блага. Яким буде вплив на американські надії і прагнення, якщо білоголовий орлан, символ США, зникне?
2. 2. Життєва цінність. Повага до життя сповідується кожною великою релігією, і навіть моралісти, які уникають релігії, приписують життю етичну цінність. Культура, що розгортається з Розуму, є штучною, але життя завжди є природним. Природні території, вважає Холмс Ролстон III, зберігають оптимальну чисельність різних форм життя, за що ми їх повинні цінувати.
3. Цінності різноманітності і єдності. На природних територіях зосереджено велике природне розмаїття і велика природне єдність. Вони однаково живлять людський розум.
4. Цінності стабільності і спонтанності. Не кожен порядок являє собою цінність, але деякі порядки підтримують цінність. Для будь-якого всесвіту необхідним є те, щоб він був впорядкованим. Разом з тим природа має і «зовнішній вигляд» випадковості. Ні ландшафти, ні листя осики ніколи не бувають однаковими. Випадковості іноді привносять трохи хаосу в космос. Але в дарвінівських джунглях можна випробувати пригоди того сорту, які не можна мати в ньютонівських годинах.
5. Діалектична цінність. Ікло ягуара загострює зір оленя, швидконогість оленя формує більшу спритність левиці. Діалектична цінність змушує нас поважати чуже не тільки за його чужість, а й за його стимул, виклик і протидію. Вона вчить нас любити своїх ворогів.
6. Сакраментальна цінність. Природа є філософським ресурсом, бо породжує поезію, філософію і релігію. Значимість природи є одним з найбагатших досягнень розуму, і це вимагає відкриття, уяви, участі та рішення.
7. Сутнісна (внутрішня) природна цінність[9]. Кожен з попередніх типів цінностей робить природу залежною від людських вражень і досвіду, але деякі з цінностей дають натяк на щось більше. Вони змушують згадати, як на двох відповідних рівнях дикі організми мають власну цінність, що вони створені природним добором(сліпо, але ефективно) як приладнані елементи в їх навколишньому середовищі, завдяки чому екосистема зазвичай здорова і благополучна.

Все це відбувалося до і крім моралі, але коли з'являються люди з їхньою рефлекторною свідомістю, чи не мають вони будь-яких зобов'язань відносно цих природних досягнень? Ведмеді-грізлі, чубаті дятли, просто ділянки дикої природи — всі вони мають право на продовження існування в ім'я їх самих, просто за те, чим вони є: нашими сусідами і «країнами чудес» на Землі".
Як і Генрі Торо, Холмс Ролстон III закликає поважати дикість як одну з головних властивостей дикої природи:
|  | Нам подобається природне змішання послідовності і свободи; де слово «дикий» співзвучно слову «вільний», де вільними можуть бути дика річка або яструб в небі. Своєю пишнотою, непокорою і загадковістю, саме слово «дикий» є одним з наших найважливіших слів, що визначають цінність. Попросту кажучи, в диких об'єктах ми знаходимо сенс ... Дика природа має автономію, якої немає в мистецтві. І ми повинні надати їй можливість слідувати своїм шляхом, давши їй спокій ... Ніхто не може вважатися людиною з мораллю, якщо не поважає цілісність і гідність того, що ми називаємо дикою природою ... |

.
Екофілософ пропонує прийняти «Декларацію свободи для дикої природи, що збереглася» (щось на зразок відозви про звільнення чорних рабів, підписаної президентом США А. Лінкольном в 1863 році). На його думку, це має бути заклик до людей поважати дике життя і дику природу.
Холмс Ролстон III справедливо вважає за потрібне утримувати «поза ринковими відносинами» природні території, що залишилися. На його думку — заповідники, так само, як театри, школи, церкви, збройні сили, суди призначені створювати негрошові цінності. Мета охоронюваних природних територій — надавати ті блага, які ми не можемо очікувати від ринку.
«Ми хочемо, — підсумовує Холмс Ролстон III, — щоб політика захищала ці ціннісні вимірювання не тому, що вони є прихованими економічними цінностями, а тому, що вони зовсім не є економічними цінностями».
У 1991 році американський журнал «Професіональний еколог» (англ. «The environmental professional») провів дискусію серед найвидніших екофілософів, присвятивши її ідеї дикої природи. Своїм опонентам, які заявили, що людина може спробувати поліпшити дику природу, Холмс Ролстон III доводив:
|  | Цінності, властиві дикій природі, в силу логічного та емпіричного протиріччя, не можуть бути поліпшені свідомим людським керуванням, тому що управління - це поняття, несумісне з дикою природою. Цивілізація в цьому сенсі також несумісна з дикою природою і бачення тут істотних відмінностей цілком зрозуміле. Для тварин природа - готовий продукт, вони адаптуються до неї шляхом природного добору, вписуються в свої ніші; люди ж створюють свій світ мистецтвом, майстерністю ... |

На думку Ролстона III, дика природа — це не є щось застигле: «… рослини ростуть, тварини народжуються, ростуть і старіють. Річки течуть, вітри дмуть, навіть гори вивітрюються: зміни очевидні (…). У дикій природі час змішується з вічністю … Дика природа — це те, що розвивається самостійно і не потребує підказки з боку». Ролстон абсолютно правий, заявляючи, що стосовно природних процесів дикої природи краще застосовувати термін «захист», а не «охорона», «збереження» або «консервація». Захисники дикої природи не хочуть запобігати природним змінам. Разом з тим екофілософи зовсім не проти розвитку людської цивілізації. Проте на Землі «повинні бути такі місця, де „нелюдська“ суспільність життя не „розтоптана“ людиною, де ми всього лише відвідувачі і де природа залишається недоторканою».
Ролстон дуже цінує радикальну несхожість дикої природи до людської цивілізації:
|  | Саме в силу своєї радикальної несхожості, люди повинні дати природі спокій, віддалившись від неї. Люди можуть і повинні бачити те, що відбувається поза рамками їх виду, і стверджувати неантропоцентричні некультурні цінності. Лише людям притаманна совість, яка може підштовхнути їх до подібних дій. |

У статті «Біологія і філософія в Єлоустоуні» екофілософ обговорює проблему вимушеного втручання людини в дику природу:
|  | Деякі людські втручання більше, інші менше природні, залежно від ступеня, до якого вписуються в спонтанну природу, наслідують їй чи відновлюють її (...). Відновлення вовків як хижаків буде більш природно, ніж винищення лосів снайпером. Враховуючи ці відмінності, не варто називати відновлену природу імітацією, міфом або ідеологією. У порівнянні з первозданною природою, тут присутня лише «розбавлена» природність, але вона все ж не ілюзорна. Деякі процеси залишаться незмінними; навіть відновні процеси нехай і заперечують первісний історичний генезис, є відносно більш природними. Поламана рука, вправлення і залікована, є відносно більш природною, ніж штучна кінцівка, хоча обидві зазнали медичне втручання (...). У випадку з відновленим лісом, історичний генезис також частково порушується. Але з часом природа оговтується від «ін'єкцій» і починає слідувати своєму одвічному курсу. Рослинність страждає від бур, койоти полюють на земляних білок, блискавки завдають пожежі, поновлюється природний добір. |

У статті «Бог і зникаючі види» Ролстон обговорює філософські причини збереження видів флори і фауни. Він наводить як приклад історію з біблійним Ноєм, якому не було наказано рятувати ті види, що «естетично, екологічно, освітньо, історично, оздоровчо або науково цінні» для людей. Йому було наказано рятувати їх усіх. «Сьогодні види захищають, — продовжує Ролстон, — з позиції їх користі для людей. З утилітарної точки зору їм притаманні медичні, сільськогосподарські, індустріальні можливості. Вони можуть бути використані для наукового вивчення; вони можуть бути корисними при відпочинку. Навіть ті види, які не є корисними безпосередньо, можуть бути корисними побічно, завдяки тому, яку роль вони відіграють в екосистемах, додаючи їм живучість і стабільність (…). Всі ці „людські“ виправдання збереження видів, нехай є вірними і необхідними як частина політики щодо зникаючих видів, явно не дотягують до екологічної етики Ноя. Ці причини хороші, але вони не найкращі, бо не сприяють оцінюванню видів за те, що вони представляють із себе самі по собі, за те, що в них є „божественного“. Вони не достатні ні згідно єврейської, ані згідно християнської віри». І в цьому полягає одна з базових ідей екологічної етики Холмса Ролстона III — види, як і дику природу в цілому, потрібно перш за все цінувати за їхню внутрішню цінність, яка не має ніякої користі для людини.
Принципи екологічної етики, запропоновані Холмсом Ролстоном III:
1. Чим більш рідкісними є природні об'єкти, тим делікатніше з ними слід поводитися;
2. Чим красивіші є природні об'єкти, тим делікатніше з ними слід поводитися;
3. Чим крихкішими є природні об'єкти, тим делікатніше з ними слід поводитися;
4. Чим життя чутливіше, тим більше його слід поважати;
5. Поважати життя виду слід більше, ніж життя індивідуума;
6. Возлюби довкілля, як самого себе;
7. Думай про природу як про співтовариство, а не як про «комори товарів».

## Публікації
- Ролстон Холмс III. Существует ли экологическая этика? // Глобальные проблемы и общечеловеческие ценности. — М.: Прогресс, 1990. — С. 258–288.
- Ролстон Холмс III. Озеро одиночества // Гуманитарный экол. журн. — 2006. —В. 1. —С. 95-101.
- Ролстон Холмс III. В защиту идеи дикой природы // Гуманитарный экол. журн. — 2006. — В. 1. — С. 39-52.
- Ролстон Холмс III. Биология и философия в Йеллоустоуне // Гуманитарный экол. журн. — 2006. — В. 1. — С. 65-75.
- Ролстон Холмс III. Экологическая этика для бизнеса // Гуманитарный экол. журн. — 2008. — В. 2. — С. 43-59.
- Ролстон Холмс III. Оценка ценностей охраняемых природных территорий // Гуманитарный экол. журн. — 2005. — В. 4. — С. 2-28.
- Ролстон Холмс III. Раздумья о дикой природе // Гуманитарный экол. журн. — 2005. — В. 2. — С. 37-50.
- Ролстон Холмс III. Долг в отношении исчезающих диких видов // Гуманитарный экол. журн. — 2005. — В. 2. — С. 50-59.
- Ролстон Холмс III. Экологическая этика в Антарктике // Гуманитарный экол. журн. — 2008. — В. 3. — С. 55-63.
- Ролстон Холмс III. Забота о природе: чему наука и экономика не могут нас научить, а религия может // Гуманитарный экол. журн. — 2009. — В. 1. — С. 78-89.
- Rolston H. III. Valuesin nature // Environmental ethics. — 1981. — V. 3. — P. 113–128.
- Rolston H. III. Are values in nature subjective or objective? // Environmental ethics. — 1982. — V. 4. — P. 125–151.
- Rolston H. III. Valuing wildland // Environmental ethics. — 1985. — V. 7. — P. 23-48.
- Rolston H. III. Environmental ethics: duties to and values in the natural world. — Philadelphia: Temple Univ. Press, 1988. — 391 p.
- Rolston H. III. In defense of ecosystems // Garden. — 1988. — № 12. — P. 2-5.
- Rolston H. III. Conserving natural value, Perspectives in biological diversity series. — New York: Columbia Univ. Press, 1994. — 259 p.
- Rolston H. III. Nature, the genesis of value and human understanding // Environmental values. — 1997. — V. 6. — № 3. — P. 361–365.
- Rolston H. III. Genes, genesis and God: values and their origins in natural and human history. — Cambridge: Cambridge Univ. Press, 1999. — 400 p.
- Rolston H. III. Environmental ethics in Antarctica // Environmental ethics. — 2002. — V. 24. —P. 115–134.

## Про нього
- Борейко В. Е. Эссе о дикой природе. — К.: Киев. эколого-культурный центр, 2000. —148 с.

## Виноски
1. ↑  Turner D. J. Encyclopædia Britannica
2. ↑  https://www.britannica.com/biography/Holmes-Rolston-III
3. ↑  Holmes Rolston, III — Університет штату Колорадо.
4. ↑  Bibliothèque nationale de France BNF: платформа відкритих даних — 2011.
5. ↑  Identifiants et Référentiels — ABES, 2011.
6. ↑  CONOR.Sl
7. ↑  Dr Holmes Rolston III HonFISSRDr — Міжнародне товариство науки і релігії.
8. 1 2 3 4  Борейко В. Е. Философы зоозащиты и природоохраны. — К.: КЭКЦ, 2012. — 179 с.
9. 1 2 3 4  Rolston H. III. Philosophy gone wild. — Buffalo, New York: Prometheus books, 1992. — 269 p.
10. 1 2 3 4  Rolston H. III. The wilderness idea reaffirmed // The environmental professional. — 1991. — V. 13. — P. 370–377.
11. ↑  Rolston H. III. Biology and philosophy in Yellowstone // Environmental ethics: divergence and convergence / Ed. S.Camp. — Boston—London, 1993. — P. 29-38.
12. ↑  Rolston H. III. God and endangered species // Ethics, religion and biodiversity / ed L. Hamilton. — Cambridge: White Horse Press, 1993. — P. 40-65.
13. ↑  Rolston H. III. Environmental business: an ethic for commerce // Planet in peril. Essays in environmental ethics. — Orlando: Harcourt Brace Company, 1994. — P. 149–173.

## Ресурси Інтернету
- Official webpage
- Interview with Holmes Rolston on ReadTheSpirit.com
- Colorado State University Digital Archives
- Rolston Library, Department of Philosophy, Colorado State University [Архівовано 1 березня 2014 у Wayback Machine.]
- Online Bibliography of Environmental Thought, search Rolston[недоступне посилання]
- Google Profile [Архівовано 9 березня 2014 у Wayback Machine.]